# Spital am Semmering
Spital am Semmering – gmina w Austrii, w kraju związkowym Styria, w powiecie Bruck-Mürzzuschlag. Liczy 1748 mieszkańców (1 stycznia 2015).